# St Michel United FC
Câu lạc bộ bóng đá Saint Michel United là một câu lạc bộ bóng đá có trụ sở tại Seychelles từ Roche Caiman và được thành lập vào năm 1996. Đội chơi ở giải hạng nhất Seychelles. Câu lạc bộ đã lên ngôi vô địch của Seychelles mười ba lần.

## Thành tựu
- Seychelles League: 13

1996, 1997, 1999, 2000, 2002 (chia sẻ), 2003, 2007, 2008, 2010, 2011, 2012, 2014, 2015.
- Cúp FA Seychelles: 11

1997, 1998, 2001, 2006, 2007, 2008, 2009, 2011, 2013, 2014, 2016.
- Cúp Liên đoàn Seychelles: 5

2004, 2008, 2009, 2010, 2011.
- Cúp tổng thống Seychelles: 11

1996, 1997, 1998, 2000, 2001, 2006, 2007, 2009, 2010, 2011.2017

## Hiệu suất trong các cuộc thi CAF

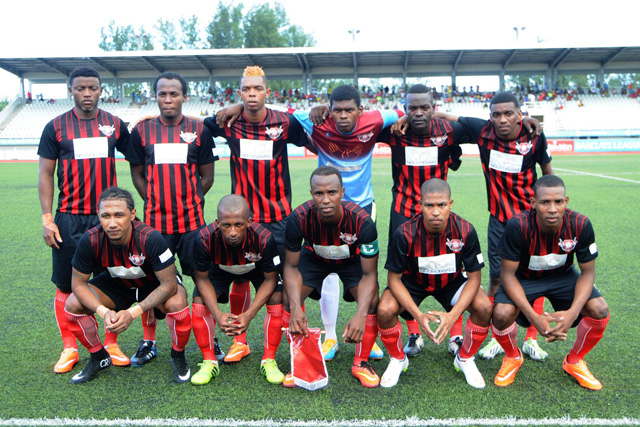
Đội St Michel United trong trận đấu đầu tiên với Mamelodi Sundowns ở vòng sơ loại 2015 CAF Champions League

- CAF Champions League: 9 lần xuất hiện

1997   - Vòng sơ loại
1998   - Vòng sơ loại
2000   - Vòng đầu tiên
2001   - Vòng hai
2004   - Vòng đầu tiên
2008   - Vòng sơ loại
2011   - Vòng sơ loại
2013   - Vòng sơ loại
2015   - Vòng sơ loại
2016   - Vòng sơ loại
- Cúp Liên đoàn CAF:

2017   - Vòng sơ loại